# Aleksander Szychowski

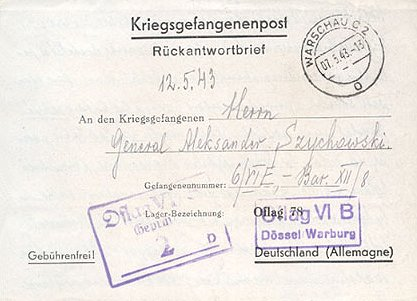
Załącznik do listu Ireny Szychowskiej napisanego w 1943 do męża, przebywającego w Oflagu VI B Dössel

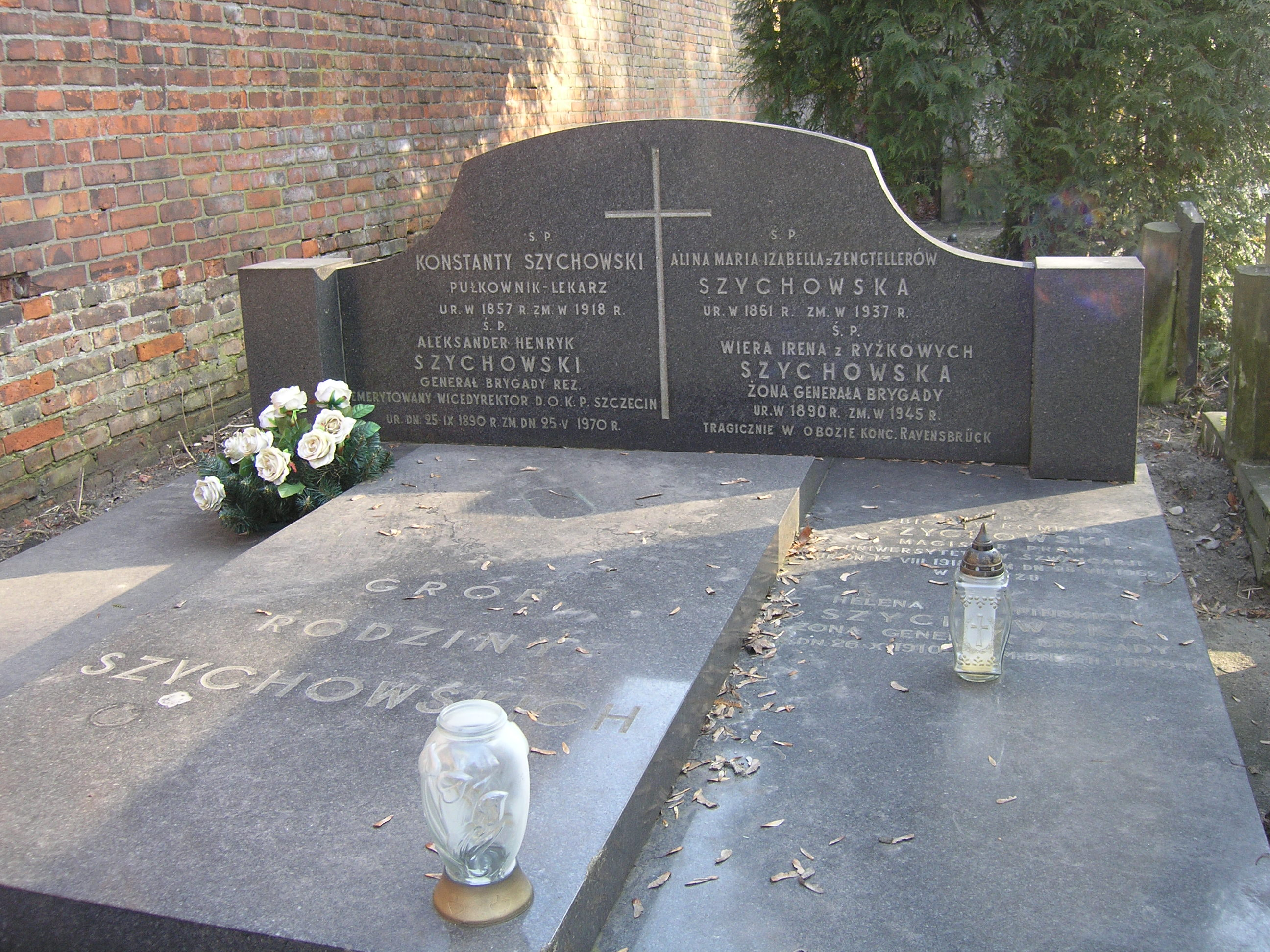
Grób gen. Aleksandra Szychowskiego na Starych Powązkach w Warszawie, marzec 2012

Aleksander Henryk Szychowski (ur. 25 września 1890 w Piotrkowie, zm. 25 maja 1970 w Szczecinie) – inżynier, oficer saperów Armii Imperium Rosyjskiego, generał brygady Wojska Polskiego.

## Życiorys
Urodził się 25 września 1890 w Piotrkowie, stolicy ówczesnej guberni piotrkowskiej, w rodzinie Konstantego (1857–1918), pułkownika lekarza i sekretarza Warszawskiej Izby Skarbowej Grodzkiej, i Aliny Marii Izabeli z Zengtellerów (1861–1937).
Średnią szkołę ukończył w 1909 w Brześciu, po czym wstąpił na Akademię Lekarską w Petersburgu. Podejrzany o działalność niepodległościową, był przesłuchiwany przez policję, a następnie powołany do służby wojskowej. W latach 1910–1912 był słuchaczem Wojskowej Akademii Inżynieryjnej. Od sierpnia 1912 oficer saperów. Początkowo służył w 3 batalionie kolejowym, a następnie do grudnia 1917 w grenadierskim batalionie saperów jako dowódca kompanii i adiutant batalionu. Uczestnik I wojny światowej na froncie niemieckim. Za czyny wojenne otrzymał sześć orderów bojowych. W latach 1917–1918 służył w I Korpusie Polskim w Rosji, w stopniu kapitana, w Legii Oficerskiej płk. Konarzewskiego, a następnie w 3 pułku strzelców jako dowódca kompanii. W składzie tego pułku walczył z bolszewikami, za co był odznaczony Krzyżem Walecznych. W lipcu 1918 razem z pułkiem (25 oficerów i 600 żołnierzy) pierwszym transportem wrócił do kraju i pracował w Zarządzie miasta stołecznego Warszawy.
Od listopada 1918 roku, w Lublinie, w oddziałach Wojska Polskiego organizowanych przez generała podporucznika Edwarda Śmigłego-Rydza pod auspicjami Tymczasowego Rządu Ludowego Republiki Polskiej. Z dniem 17 listopada 1918 roku został przydzielony do Sztabu Dowództwa Okręgu Generalnego „Lublin” na stanowisko szefa wyszkolenia. W styczniu 1919 w Naczelnym Dowództwie WP jako szef Sekcji Oddziału Inżynieryjnego. Na tym stanowisku na froncie bolszewickim. 6 lutego 1919 roku został formalnie przyjęty do Wojska Polskiego z zatwierdzeniem posiadanego stopnia porucznika ze starszeństwem z dniem 6 sierpnia 1913 roku.
Po wojnie 1920 szef saperów w Dowództwie Okręgu Generalnego/Dowództwie Okręgu Korpusu w Krakowie. W 1922 w 2 pułku kolejowym, w 1923 w Oddziale IV Sztabu Generalnego.
W okresie od 2 listopada 1923 do 15 października 1924 był słuchaczem Kursu Doszkolenia Wyższej Szkoły Wojennej w Warszawie. Po ukończeniu kursu i uzyskaniu dyplomu naukowego oficera Sztabu Generalnego przydzielony został do Dowództwa Okręgu Korpusu Nr V w Krakowie na stanowisko szefa Oddziału Organizacyjnego. 3 września 1926 objął dowództwo 7 pułku Saperów Wielkopolskich w Poznaniu. Z dniem 4 grudnia 1928 został przeniesiony z korpusu oficerów saperów kolejowych do korpusu oficerów inżynierii i saperów z pozostawieniem na zajmowanym stanowisku.
1 grudnia 1929 został wyznaczony na stanowisko zastępcy szefa Oddziału IV Sztabu Generalnego – szefa Służby Komunikacji Wojskowej. Funkcję tę pełnił do września 1939. 19 marca 1938 awansował do stopnia generała brygady. Po kampanii wrześniowej internowany w Rumunii w Băile Herculane, a od stycznia 1941 w niewoli niemieckiej. Początkowo osadzony w oflagu Dorsten od 8 lutego 1941, a następnie od 18 września 1942 do 1 kwietnia 1945 Dössel (obecnie dzielnica Warburga).
Po uwolnieniu udał się do Francji, skąd w marcu 1946 powrócił do Polski. Formalnie zaliczony do kadry LWP, lecz jeszcze w 1946 został przeniesiony w stan spoczynku. Pracował na Polskich Kolejach Państwowych na Pomorzu Zachodnim jako zastępca dyrektora Dyrekcji Okręgowej PKP w Szczecinie. Po przejściu na emeryturę mieszkał w Szczecinie, gdzie zmarł. Jest pochowany na cmentarzu Powązkowskim w Warszawie (kwatera 205-1-1,2).

## Życie prywatne
Był żonaty z Wierą Ireną z domu Ryżko (zm. 1945). Miał syna Zbigniewa (ur. 1918) i pasierba Mikołaja (ur. 1910).

## Awanse
- podporucznik – 1912
- porucznik – 1915
- podkapitan – 1917
- porucznik – 6 lutego 1919 roku ze starszeństwem z dniem 6 sierpnia 1913 roku
- kapitan – zatwierdzony 12 czerwca 1919 roku w stopniu nadanym mu przez generała Edwarda Śmigłego-Rydza w listopadzie 1918 roku[12]
- podpułkownik – 3 maja 1922 zweryfikowany ze starszeństwem z dniem 1 czerwca 1919 w korpusie oficerów kolejowych
- pułkownik – 3 maja ze starszeństwem z dniem 1 lipca 1925 i 1. lokatą w korpusie oficerów kolejowych (od 4 grudnia 1928 pułkownik ze starszeństwem z dniem 1 lipca 1925 i 1,01 lokatą w korpusie oficerów inżynierii i saperów)
- generał brygady – ze starszeństwem dniem 19 marca 1939 z trzecią lokatą[13]

## Ordery i odznaczenia
- Krzyż Oficerski Orderu Odrodzenia Polski (8 listopada 1930)[14]
- Krzyż Walecznych
- Złoty Krzyż Zasługi (dwukrotnie: 2 sierpnia 1928[15], 18 lutego 1939[16])
- Medal Niepodległości (23 grudnia 1933)[17][18]
- Medal Pamiątkowy za Wojnę 1918–1921
- Medal Dziesięciolecia Odzyskanej Niepodległości
- Srebrny Medal za Długoletnią Służbę
- Brązowy Medal za Długoletnią Służbę
- Krzyż Komandorski Orderu Gwiazdy Rumunii (Rumunia)[19]
- Order Świętej Anny II klasy (Imperium Rosyjskie)
- Order Świętej Anny III klasy (Imperium Rosyjskie)
- Order Świętej Anny IV klasy (Imperium Rosyjskie)
- Order Świętego Stanisława II klasy (Imperium Rosyjskie)
- Order Świętego Stanisława III klasy (Imperium Rosyjskie)
- Order Świętego Włodzimierza IV klasy (Imperium Rosyjskie)
- Medal Zwycięstwa („Médaille Interalliée”)[20]

## Opinie
Bardzo pracowity, zdobywa sobie saperską wiedzę praktyczną. Na piechocie się nie zna. Umysł dość ciasny. Do użycia tak gdzie z techniką ma się do czynienia. 3 grudnia 1928 r. /-/ gen.Rydz-Śmigły.